# Волконский, Пётр Афанасьевич
Князь Пётр Афанасьевич Волконский — голова, наместник и воевода во времена правления Ивана IV Васильевича Грозного.
Единственный сын князя Афанасия Афанасьевича, из 3-й ветви князей Волконских.

## Биография
Подписался поручителем по боярину И.П. Яковлеву (1565). Стоял на берегу Оки с князем Бельским, 6-м головою Большого полка (19 мая 1565). Делал Перемышльскую засеку (1572). В походе на Ливонию, 4-й голова Передового полка, после похода с войсками в Калуге (1576). В Лифляндском походе 5-й голова сторожей, потом определён к артиллерии 3-й головою (апрель 1577). Участник взятия Чествина (1577). Второй воевода в походе под Кесь и по взятии Владимирца оставлен в нём 3-м воеводою (1578). В походе из Полоцка в Курляндию, разбил немцев, за что пожалован золотым (1579). Наместник в Туле и воевода для вылазок (1580). Третий воевода Сторожевого полка в походе из Можайска под Могилёв, Смоленск, Дубровку, Оршу, Кесь (весна 1581), где опустошил окрестности, выжиг посады, под Шкловом разбил поляков. После похода назначен 2-м воеводой во Ржев, откуда приказано выступить со Сторожевым полком в Яжлобицы, с тем, что если неприятель пойдёт на Новгород для осады, то защищать город. После снятия осады Пскова, упомянут в числе комиссаров в стане Батория, для приёма и сдачи крепостей (22 января 1582).
Имел бездетного сына, князя Ивана Петровича.